# 레추기야 동굴

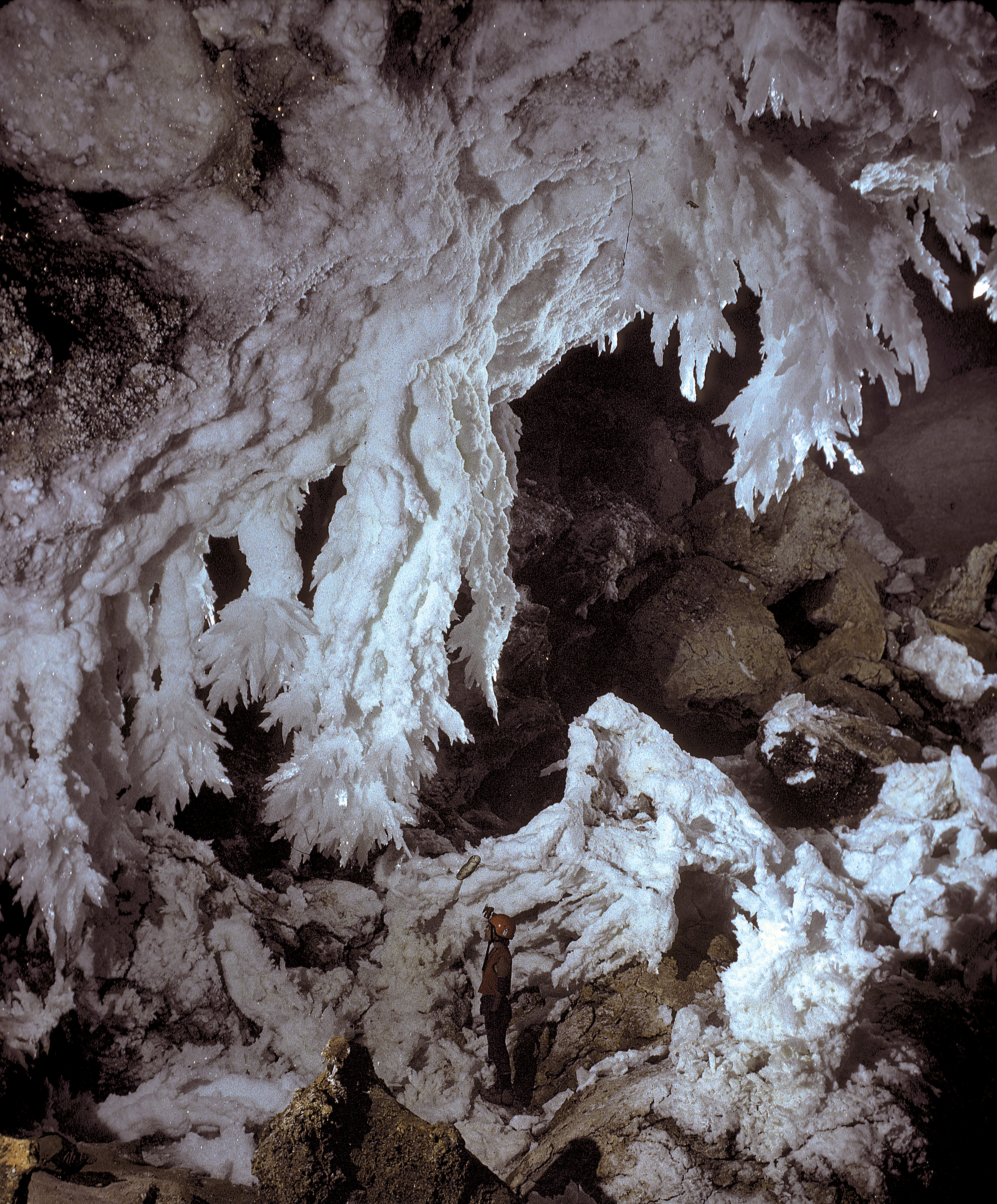
레추기야 동굴

레추기야 동굴(Lechuguilla Cave)은 미국 뉴멕시코주 칼스베드 동굴 국립공원 내에 위치한 석회암 동굴이다. 1986년 발견되었다.